# 時見愛子
時見 愛子（ときみ あいこ、1983年11月15日 - ）は、日本の歌手、グラビアアイドル。大阪府出身。血液型O型。愛称は「とっきー」。キャッチコピーは「浪速のコヤンキー」。アリーナミュージック所属。

## 人物
- 趣味は、映画鑑賞、読書。
- 特技は、水泳、料理、珠算二段。
- 将来の夢は、ポール・マッカートニーに会うこと。
- 好きな食べ物は、ベーグル、マロンケーキ。
- 嫌いな食べ物は、ピーマン、にんじん。
- 休日の過ごし方は、ショッピング。

## 出演

### CD
- ディンリングラブ （2005/9/7） - DVD（PV及びメイキング）付き

### 舞台
- Re‐birth （2006年7月20日-23日）

### DVD
- デジモのお部屋 Vol.2 （2005年7月22日 ジェネオンエンタテインメント） - オムニバス
- Tokky （2005年8月25日 バンド）
- とっきー☆ビーム （2006年3月25日 フォーサイドドットコム）
- Lorichop （2006年7月28日 日本スポーツ出版） - 葉里真央とのユニット
- グラドル女学院 総集編 2 （2006年8月15日 イーネットフロンティア） - オムニバス、限定1000枚

### テレビ
- 女優魂（日本テレビ)
- 北野タレント名鑑（フジテレビ）
- デジ屋台（TBS）
- 近代少女美術館（CS日本 パンチクラブ）
- アイドルコロシアム （MONDO21）

## 広告
- アイ・オー・データ「AVeL」イメージガール （2004年4月-2005年10月）
- ガリバーグループ 株式会社ジー・トレーディング 2005年度イメージガール （2004年7月-2005年6月）
- サミー777タウンイメージガール （2005年）